# Joseph Schreyvogel
Joseph Schreyvogel (27. marts 1768 i Wien – 28. juli 1832 af kolera sammesteds) var en østrigsk dramaturg, der skrev under pseudonymerne Thomas West og Karl August West.
Han blev som ung journalist, dernæst Kotzebues efterfølger som Hofteatersekretær, udgav 1807—18 Sonntagsblatt og virkede fra 1815 til sin død ved Burgteatret som dramaturg. I denne egenskab har han for stedse knyttet sit navn til det tyske teaters udvikling. Hans betydning for Burgteatret kan måle sig med Laubes.
Han arbejdede for repertoirets alsidighed og oversatte selv Calderons "Livet en drøm" og Moretos "Donna Diana". "Gesammelte Schriften" (4 bind, 1829 og 1836), "Ausgewählte Werke", udgivet af E. Braun (1910), "Schreyvogels Tagebücher", 1810—23, udgivet af Karl Glossy (1903).